# Villa de Arriaga
Villa de Arriaga là một đô thị thuộc bang San Luis Potosí, México. Năm 2005, dân số của đô thị này là 14952 người.